# رافائل گارزا گوتیرز
رافائل گارزا گوتیرز (انگلیسی: Rafael Garza Gutiérrez؛ ۱۳ دسامبر ۱۸۹۶ – ۳ ژوئیهٔ ۱۹۷۴) یک بازیکن فوتبال اهل مکزیک بود.